# Peter Redgrove
Peter William Redgrove (Kingston upon Thames, 2 gennaio 1932 – Falmouth, 16 giugno 2003) è stato uno scrittore britannico.

## Biografia
Fu autore di vari componimenti sull'attrazione-repulsione che provava per la natura, tra cui Il collettore ed altre poesie (1960), Il lavoro dell'acqua (1984) e Il primo terremoto (1989). Fu inoltre prolifico narratore (Nel paese della pelle, 1973, Il sonno del grande ipnotista, 1979, ecc.) di temi soprannaturali, drammaturgo e psicologo. Il suo ultimo lavoro fu la raccolta, pubblicata postuma, Sheen (2003).